# Омар Хілале
Омар Хілале — народився 1 січня 1951 року в Улад Теїма) — марокканський кадровий дипломат. Постійний представник Марокко при ООН у Нью-Йорку з 14 квітня 2014 року.

## Життєпис
Навчання
Омар Хілале закінчив Університет Мохаммеда V у Рабаті в 1974 році зі ступенем бакалавра політології.
Політична кар'єра
З 1976 по 1991 рік посол Хілале працював у посольствах Марокко в Алжирі, Монровії, Аддіс-Абебі та Женеві.
З 1996 по 2001 рік працював на кількох дипломатичних посадах в тому числі в якості посла в Сінгапурі, Новій Зеландії, Австралії та Індонезії. До цього він працював членом кабінету міністра закордонних справ і співробітництва та членом Міжнародного комітету юридичних експертів, відповідальним за Конвенцію про заборону використання хімічної зброї.
З 2005 по 2008 рік він обіймав посаду Генерального секретаря Міністерства закордонних справ і співробітництва.
З 2008 року обіймав посаду Постійного представника Марокко при ООН у Женеві.
З квітня 2014 року є постійним представником Марокко при ООН у Нью-Йорку.
У листопаді 2024 року він був призначений співголовою форуму ECOSOC з науки, технологій та інновацій для досягнення цілей сталого розвитку.